# 蘭普盧島
75°38′S 162°45′E / 75.633°S 162.750°E
蘭普盧島是南極洲的島嶼，位於維多利亞地，長10公里、寬7公里，處於惠特默半島以北7公里，該半島在1911年2月由羅伯特·斯科特率領的探險隊發現，現時由南極條約體系管理。